# Volutharpa
Volutharpa (лат.) — род брюхоногих моллюсков из семейства трубачей (Buccinidae).
Раковина тонкая, овальная и вздутая. Шпиль очень короткий. Обороты тела большие. Апертура большая, заканчивается внизу округлым синусом. Внешняя губа тонкая и простая. Внутренняя губа очень тонкая, гладкая и плотно и очень широко сложена на неперфорированной пупочной области и обороте тела выше, так что вместе с низким вращающимся пупочным гребнем образуется своего рода глубоко дугообразная, сильно спиральная, ложная колумелла. Поверхность показывает более или менее отчетливые вращающиеся линии и борозды.
Этот род отличается простой ногой и наличием глаз, а также зубами. Форма и фарфоровая текстура раковины похожи на раковины Bullia и позволяют отличить их от Buccinum.
Строением тела похожи на Buccinum; цвет тела белый, с редкими черными крапинками на голове, ноге и сифоне; щупальца широкие, близко расположены у основания и довольно короткие, с глазами на внешней стороне, около середины; сифон толстый и короткий, а нога мясистая и простая сзади.
Распространены в северной части Тихого океана, в основном у берегов Японии и Аляски.
Их окаменелости были обнаружены в плиоценовых и четвертичных отложениях Японии, а также в четвертичных отложениях Калифорнии (США).

## Виды
По данным World Register of Marine Species, на декабрь 2024 года род включает 3 ныне существующих вида:
- Volutharpa ampullacea (Middendorff, 1848)
- Volutharpa nipponkaiensis T. Habe & Ki. Ito, 1980
- Volutharpa perryi (J. C. Jay, 1857)